# Paul Guichonnet
Paul Guichonnet (* 9. Juni 1920 in Megève; † 13. September 2018 in Contamine-sur-Arve) war ein französischer Historiker und Geograf aus Savoyen.

## Leben
Paul Guichonnet war der Sohn von Gaston Guichonnet und Angèle Garcin, einem Lehrerpaar. Er besuchte Schulen in Bonneville im Département Haute-Savoie und in Lyon und studierte an der Universität Grenoble und danach in derselben Stadt am Institut de géographie alpine und promovierte 1962 mit der Dissertation La région du Mont-Blanc. Essai de géographie économique et humaine.
Seit 1942 unterrichtete er am Lycée Champollion in Grenoble und am Lehrerseminar von Hochsavoyen. Von 1962 bis 1985 war er Professor für Geografie an der Universität Genf und von 1953 bis 1971 Bürgermeister von Bonneville. Er forschte umfangreich zur Geschichte Savoyens; daneben liegen unter anderem auch mehrere Werke Guichonnets zur Geschichte Italiens vor.
1986 wurde er Mitglied der wissenschaftlichen Gesellschaft Académie des sciences, belles-lettres et arts de Savoie. Außerdem war er Präsident der Académie florimontane, korrespondierendes Mitglied der Académie des sciences morales et politiques, der Académie du Faucigny, der Société de Géographie de Genève, der Società Geografica Italiana und Präsident der Société d’histoire et d’archéologie de Genève. Zudem war er Offizier der Ehrenlegion und Commandeur des Ordre des Palmes Académiques. Er erhielt vom Savoyer Schriftstellerverein 1995 die „Goldene Feder“.